# Kalypso severní

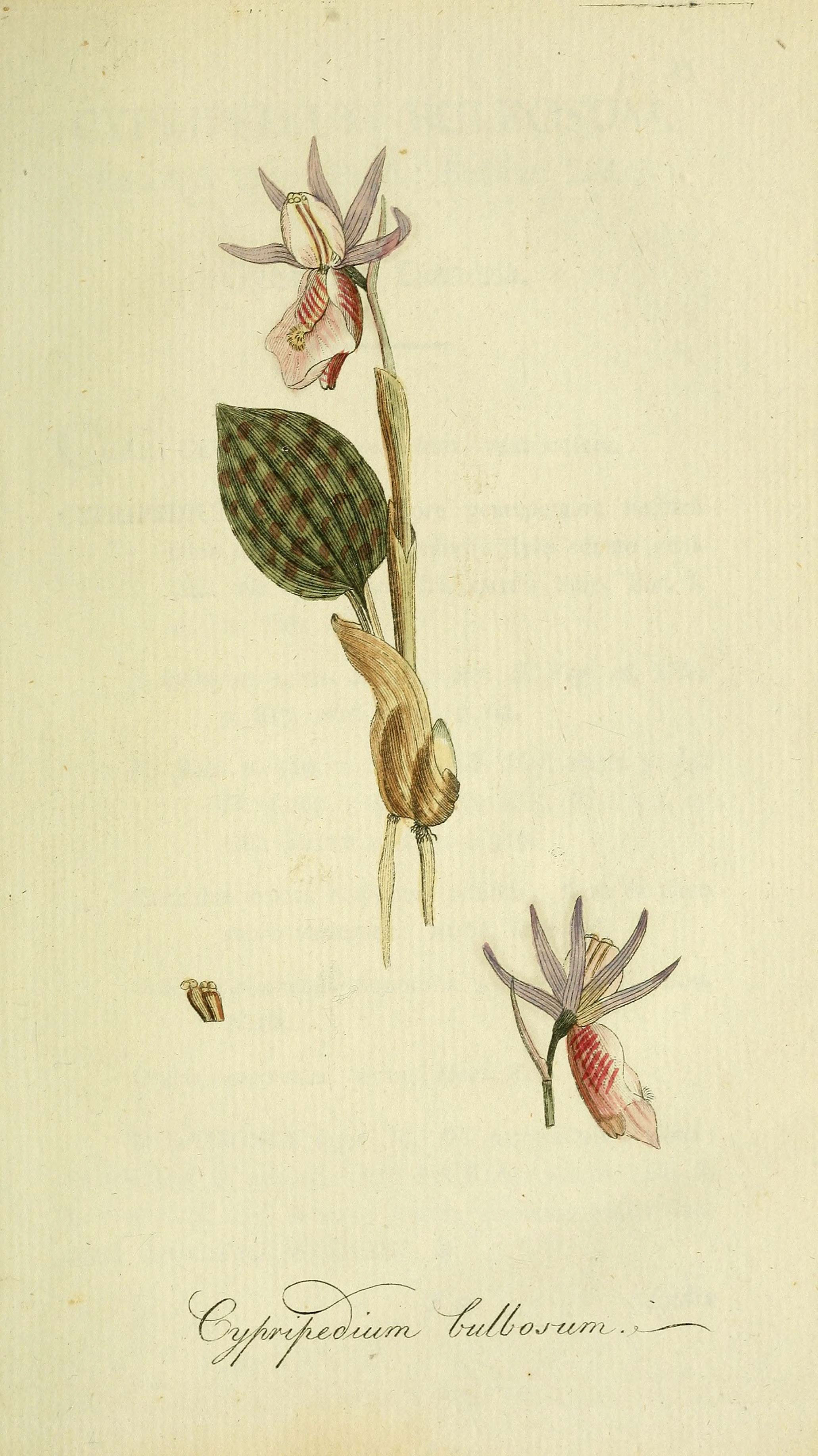
Kalypso na ilustraci z roku 1797

Kalypso severní (Calypso bulbosa) je druh orchideje a jediný druh rodu kalypso. Je to pozemní orchidej s jediným přízemním listem a jednoduchým stvolem, zakončeným velkým, nápadným květem s bačkůrkovitým pyskem. Květy neobsahují žádný nektar a jsou opylovány čmeláky. Vyskytuje se ve stinném podrostu severských a horských, jehličnatých či smíšených lesů severní Evropy, Asie i Severní Ameriky. Je velmi citlivá i na malé narušení prostředí a má úzce vyhraněné ekologické nároky, a proto je ve většině oblastí vzácná.
Je považována za jednu z nejkrásnějších severských rostlin a jako vzácnost vyhledávána fotografy a milovníky přírody. Pokusy o pěstování bývají neúspěšné.

## Popis
Kalypso severní je drobná, terestrická orchidej, dorůstající výšky 4,5 až 22 cm. List je jediný, přízemní, kožovitý, 3 až 6 cm dlouhý, vyrůstající na podzim přímo z dužnaté podzemní hlízky, s eliptickou, vejčitou až téměř okrouhlou čepelí, která se na bázi zužuje v dlouhý řapík. Hlíza bývá kulovitá až válcovitá. Na bázi hlízy vyrůstá několik tenkých, dužnatých kořenů a někdy i drobný, korálovitý oddenek. Květní stvol je bezlistý, se dvěma pochvovitými listeny, vyrůstající přímo z hlízy.
Květ je jediný, vrcholový, velký a nápadný, přetočený (resupinátní), růžový nebo purpurový, výjimečně bílý. Výjimečně mohou být květy dva.
Kališní a korunní lístky jsou tvarově podobné, rozestálé až vzpřímené, čárkovitě kopinaté až čárkovitě podlouhlé, na vrcholu špičaté, 10 až 24 mm dlouhé a 1,5 až 5 mm široké.
Pysk je převislý, na bázi se široce bačkůrkovitým, ostruhovitým přívěskem a po stranách ústí se dvěma drobnými oušky, na konci rozšířený ve vejčitou čepel, nesoucí nápadně žluté až bělavé brvy. Sloupek je vzpřímený, lehce prohnutý, široce křídlatý.
Tyčinka (pollinarium) je jediná a nese 2 páry zploštělých, voskovitých brylek, přisedlých na čtvercovitém viscidiu.
Blizna je konkávní.
Tobolka je vzpřímená, elipsoidní až kopinatá, 2 až 3 cm dlouhá a 1 až 1,5 cm široká. Obsahuje velké množství (asi 10 000 až 20 000) velmi drobných semen.

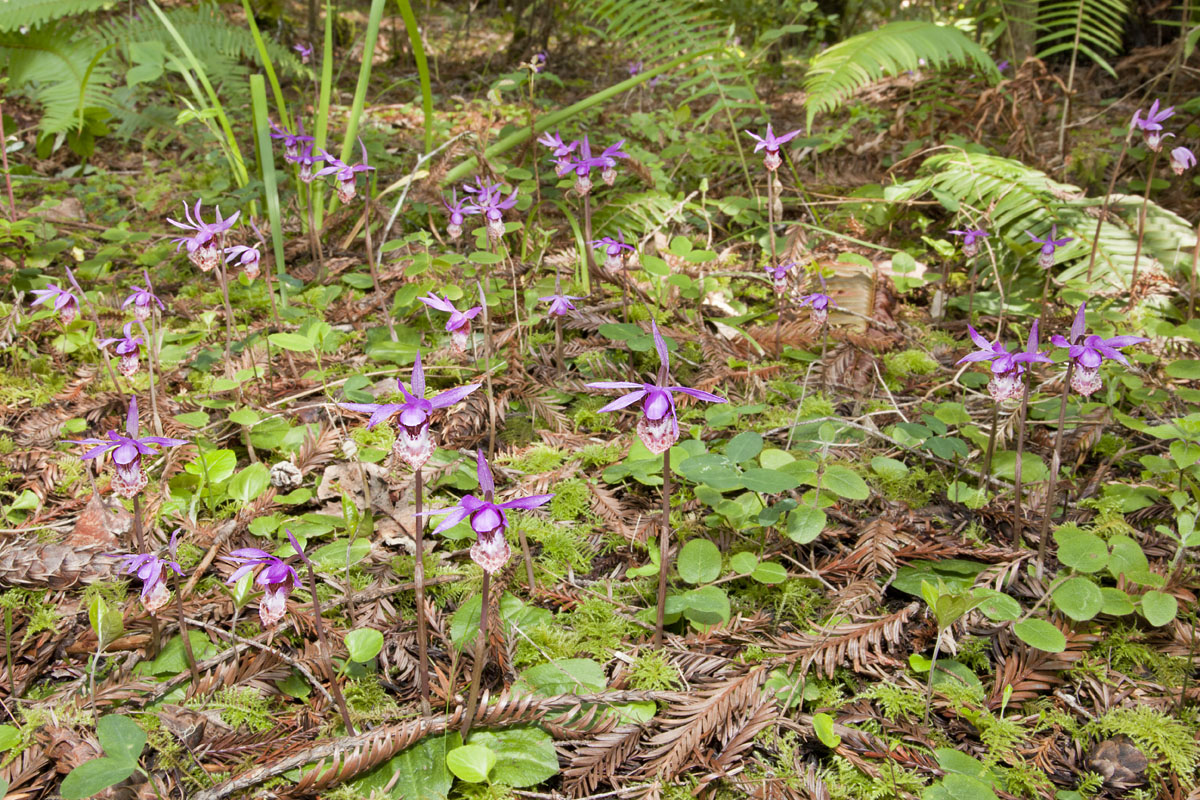
Bohatá lokalita v Kalifornii
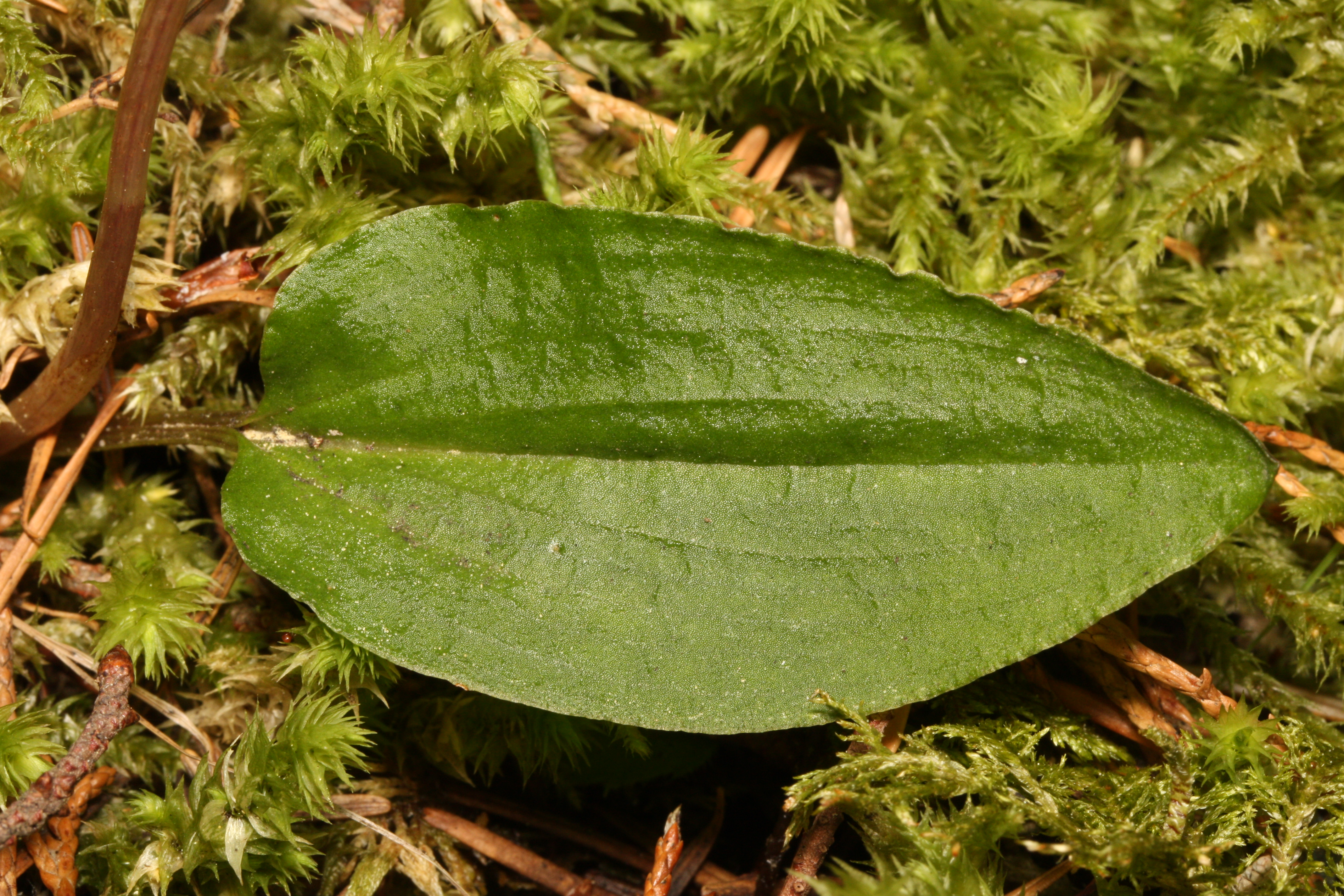
Detail listu
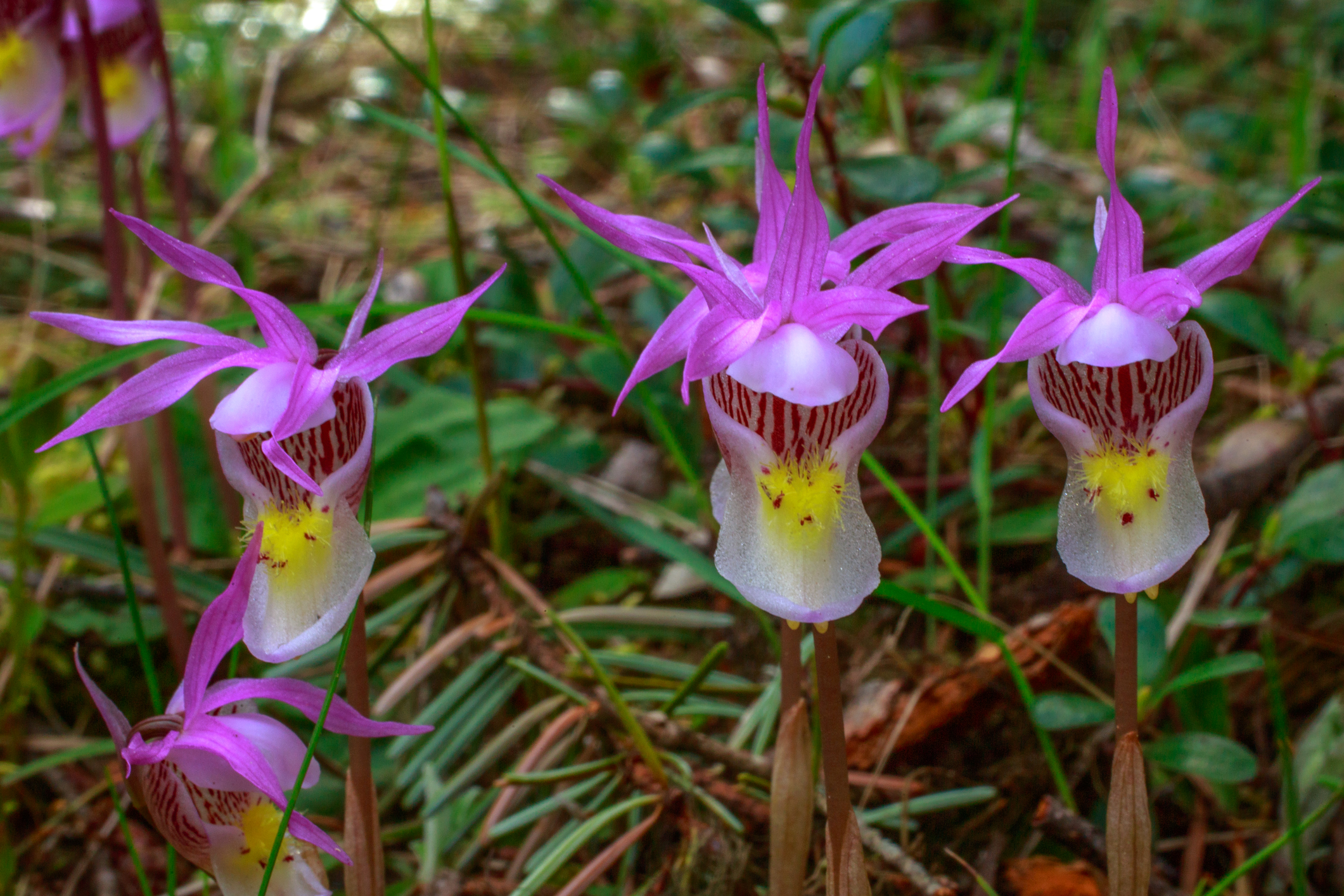
Květy kalypso

## Rozšíření
Kalypso má cirkumboreální rozšíření. Vyskytuje se v severní Evropě, Asii a Severní Americe. V některých oblastech přesahuje i severní polární kruh, jmenovitě v severním Švédsku a Finsku, okrajově i v severní Kanadě a na Aljašce.
V Evropě se vyskytuje pouze nominátní varieta Calypso bulbosa var. bulbosa. Je rozšířena od středního Švédska a Finska přes Baltské státy a severní Ukrajinu po severní Rusko, kde její areál vyznívá.
Areál v Asii sahá od západní Sibiře přes Mongolsko a severní Čínu po Koreu a Japonsko a přes střední Čínu až po Tibet. Chybí ve východních oblastech Sibiře. V Asii se vyskytují dvě variety, mimo nominátní variety je to ve východní části areálu Calypso bulbosa var. speciosa.
V Severní Americe je rozšířena v Kanadě a severních a západních státech USA. Vyskytuje se zde ve dvou varietách. Calypso bulbosa var. americana je rozšířena v rozlehlé oblasti od Aljašky na východ až po Labrador a Newfoundland, skrze Skalisté hory sahá její rozšíření na jih až po Nové Mexiko a zasahuje i do Arizony. Do USA zasahuje ze severu též v oblasti Velkých jezer. Druhá varieta, Calypso bulbosa var. occidentalis, je rozšířena v západních oblastech Kanady a USA od Britské Kolumbie na jih po Kalifornii a na východ po západní Montanu. Areály obou variet se překrývají pouze v Britské Kolumbii.
Kalypso je svým výskytem vázána na stinný podrost jehličnatých nebo smíšených, boreálních nebo montánních lesů. Ve Skandinávii roste vzácně, a sice v podrostu živinami bohatých smrkových a smrko-borových lesů.
Ve východních oblastech Severní Ameriky je vázána převážně na starší jehličnaté lesy s dominujícím zeravem západním, jedlí balzámovou nebo smrkem sivým. Na západě kontinentu roste v jehličnatých lesích středních horských poloh. Ve Skalistých horách roste i v sušších borových lesích.
V severských oblastech se vyskytuje v nižších polohách, v jižní části areálu roste v horách v nadmořských výškách až do 3200 metrů.
Stabilní populace v rámci Severní Ameriky jsou zejména na Aljašce, Utahu, Coloradu a v kanadských provinciích Alberta, Manitoba a Ontario.

## Ekologické nároky
Ekologické podmínky, v nichž rostlina může prospívat, jsou poměrně úzce vymezené. Navíc je velmi citlivá i na malé narušení prostředí, ve kterém roste. Není proto divu, že je ve většině oblastí svého výskytu spíše vzácná. Lokálně je hojnější v některých boreálních a montánních oblastech Severní Ameriky. Z mnohých oblastí osídlených lidmi postupně vymizela a přežívá především v odloučených, těžko dostupných lokalitách.
V boreálních oblastech roste kalypso zpravidla na vlhkých, stinných místech s malým zápojem vegetace, ve stinném podrostu jehličnatých nebo smíšených lesů. Vyhledává hluboké, vlhké a humózní půdy s dostatkem tlejícího dřeva a rostlinného opadu. Zároveň jí vyhovuje lehce zásaditá půdní reakce, je ale velmi citlivá na zasolení. Je chladnomilná a neprospívá jí vzestup teploty půdy nad 15 °C. Na rašeliništích vyhledává pařezy, kmeny padlých stromů, vyvýšeniny se sušší půdou nebo svažité terény. Podmáčeným půdám se vyhýbá.

## Vegetační cyklus
Semena potřebují v půdě k dozrání a klíčení spoluúčast mykorhizních hub a asi 16 měsíců až dva roky se vyvíjejí, než se objeví první drobounký lístek. Rostliny jsou poměrně krátkověké a dožívají se max. 5 let.
Doba květu se velmi odlišuje v závislosti na lokalitě a nadmořské výšce.
V horách severní a severozápadní Kalifornie rozkvétá již koncem března, v oblasti Velkých jezer a na Yukonu od května do června, v arktických oblastech blízko polárního kruhu i v červenci. Zhruba po měsíci vyplodí a záhy zatahuje.
Na konci léta se pod zemí nejprve formuje nová hlíza, z níž začátkem podzimu vyrůstá list. Ten pod sněhem přezimuje a přetrvává až do rozkvětu, po němž záhy usychá.
Rostlina žije v symbióze s mykorhizními houbami různých rodů.

## Opylování

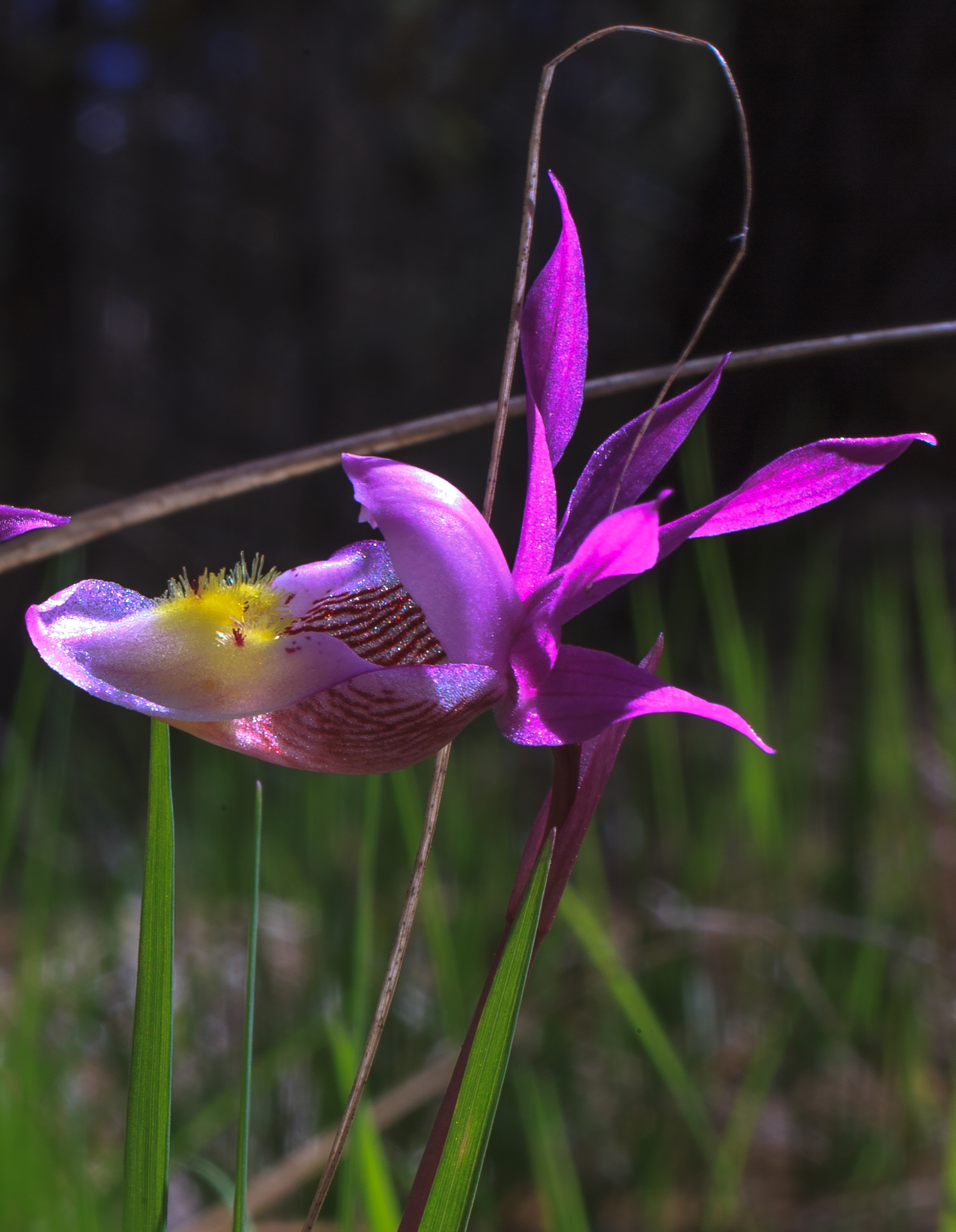
Květ kalypso severní

Květy kalypso neposkytují opylovačům žádný nektar ani konzumovatelný pyl. Rozkvétají brzy po sejití sněhu a navštěvují je zejména mladé (a nezkušené) čmeláčí matky, které jsou přilákány vanilkovou vůní a barevností květů. Za hlavní atraktant jsou považovány žluté brvy na pysku květu, které imitují prašníky. Protože varieta occidentalis ze západních oblastí Severní Ameriky má tyto brvy bělavé a velmi redukované, uvažuje se o tom, že u tohoto taxonu je mechanismus opylování jiný.
Čmelák přistává na pysku květu a prodírá se dovnitř ve snaze dostat se do vaku, kde očekává nektar, přičemž se mu na hřbet přilepí pylové brylky, které se později při návštěvě jiného květu přichytí na bliznu. Na těle hmyzu vydrží tyto brylky přilepené i několik dní.
Květy mohou vydržet až dva týdny, po opylení však zpravidla během čtyř dnů odkvétají.
Jsou schopny samoopylení, kterému je však zabráněno uspořádáním prašníků a blizny v květu, a jsou proto z věcného hlediska cizosprašné.
Rostliny v některých oblastech (např. v oblasti Velkých jezer) málokdy vytvářejí semena a množí se zřejmě převážně vegetativně prostřednictvím korálovitých oddenků.
Podobně jako u řady jiných terestrických orchidejí zůstávají někdy hlízy spící rok či dva v zemi a nic z nich nevyrůstá.

## Taxonomie
Rod Calypso je v rámci čeledi Orchidaceae řazen do podčeledi Epidendroideae a tribu Calypsoeae. Mezi blízce příbuzné rody náleží dle výsledků fylogenetických studií rody Dactylostalix (1 druh v Japonsku a Sachalinu), Yunorchis (1 druh v Číně a Vietnamu), Changnienia (2 druhy v Číně) a Tipularia (7 druhů v Asii a USA).
Druh popsal již Carl Linné v roce 1753 pod názvem Cypripedium bulbosum. V roce 1806 jej přeřadil Richard Anthony Salisbury na základě morfologických odlišností (jen jedna tyčinka, jinak utvářený pysk se zástěrovitou čepelí přes vak) do nového rodu Calypso pod názvem Calypso borealis. Protože však druhové Linnéovo jméno bulbosum bylo publikováno dříve a je podle pravidel botanické nomenklatury platné, uveřejnil William Oakes v roce 1846 novou kombinaci, Calypso bulbosa. V roce 1813 popsal Robert Brown další druh, Calypso americana, dnes vedený na úrovni variety jako Calypso bulbosa var. americana.
Druh je rozdělován do čtyř geograficky oddělených variet. Varieta C. bulbosa var. occidentalis, rozšířená na západě Severní Ameriky, je podobnější eurasijské C. bulbosa var. bulbosa než severoamerické C. bulbosa var. americana. Odlišuje se zejména purpurově skvrnitým pyskem a brvami na pysku, které jsou redukované na několik tenkých, bělavých chlupů.
Rostlina byla pojmenována po mořské nymfě Kalypsó z Homérovy Odyssey.

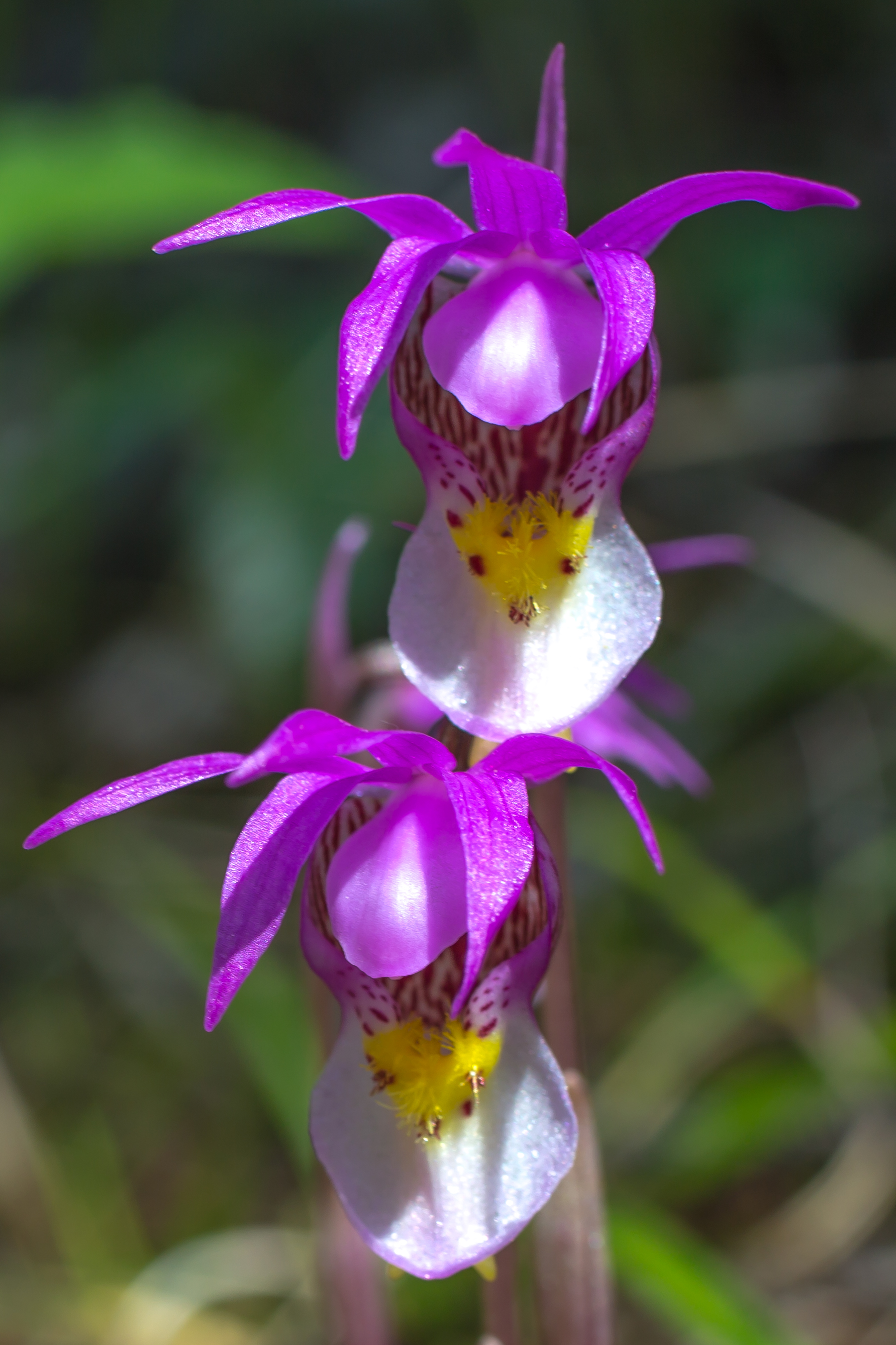
Květy C. bulbosa var. americana
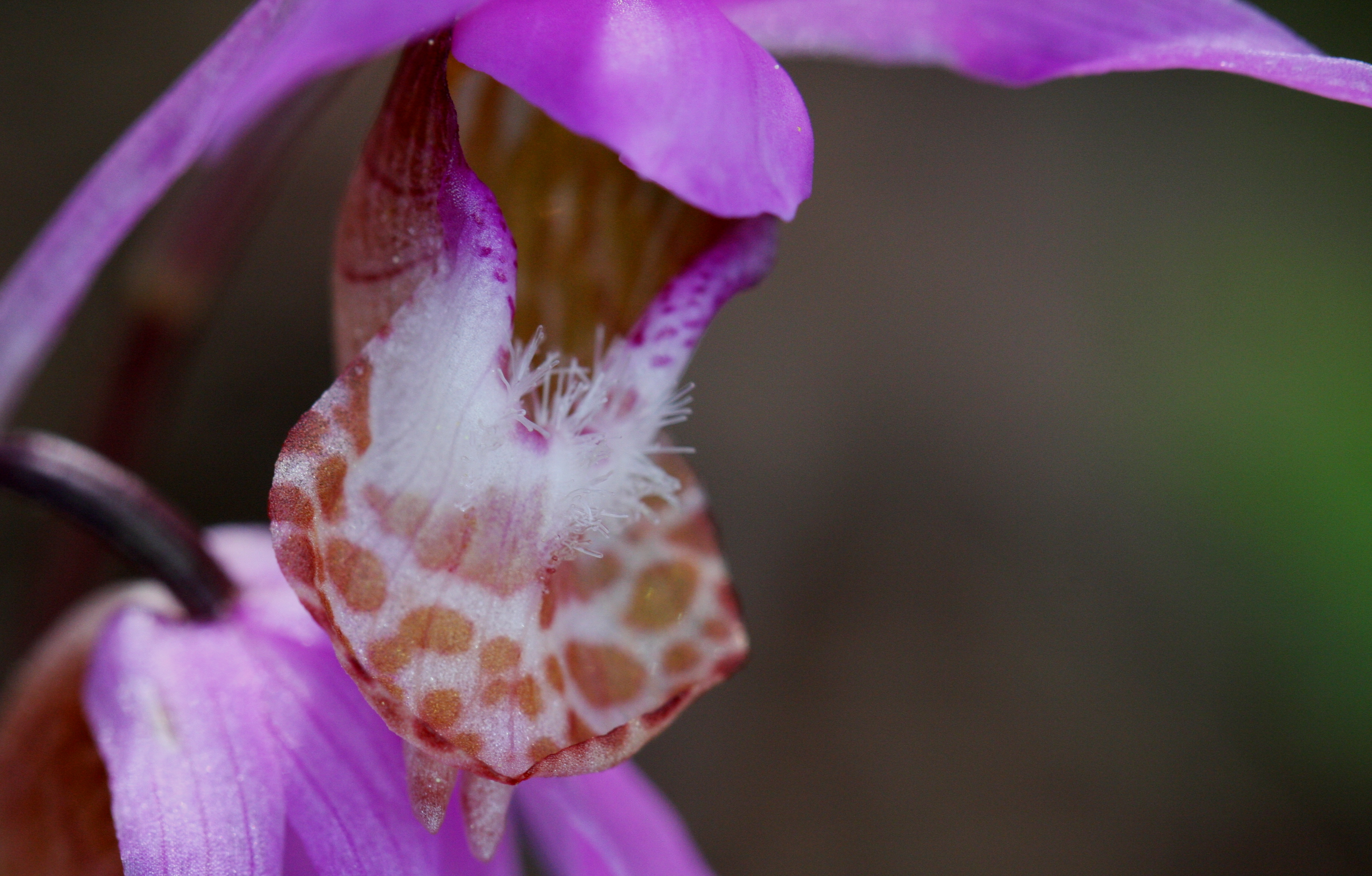
Detail středu květu C. bulbosa var. occidentalis

## Význam
Kalypso je považována za jednu z nejkrásnějších severských rostlin. Rovněž bývá považována za nejkrásnější terestrickou orchidej Severní Ameriky. Pěstování je obtížné a málokdy úspěšné. Většina rostlin přesazených z volné přírody do dvou let uhyne. Rovněž pokusy s pěstováním ze semen se setkaly jen s mizivým úspěchem. V kultuře se poprvé objevila kalypso v roce 1805, kdy ji přivezl R. A. Salisbury z Kanady do Anglie. Vitálnější var. occidentalis byla již jeden až dva roky úspěšně udržena.
Sliznaté hlízy mají výživovou hodnotu a Indiáni v Britské Kolumbii je využívali jako potravu.
Rostlina tlumí podobně jako střevíčníky svalové křeče a její květy a kořeny byly žvýkány ke zmírnění epilepsie.